# シシリー要塞異常なし
シシリー要塞異常なし（Rosolino Paternò: Soldato...）は、1970年に制作されたイタリア、ユーゴスラビア合作映画。ピーター・フォーク主演。
第二次世界大戦時代、難攻不落のシチリア要塞を破壊する密命を受けた精鋭部隊とその指揮官の戦い振りを軽妙に描いた戦争、歴史劇。随所に往年の戦争映画のパロディ的シーンも散りばめられている。

## キャスト
- ピーター・フォーク（ポーニー大尉）
- ジェイソン・ロバーズ
- マーティン・ランドー